# 上月正博
上月 正博（こうづき まさひろ、1956年 - ）は、日本の医師。公立大学法人山形県立保健医療大学理事長・学長、東北大学名誉教授（医学博士）。リハビリテーション医学、内科学、内部障害学（呼吸循環、代謝、腎、消化器などの内部機能障害）の研究・臨床で知られる1, 2。障害医学の研究を専門的に行うわが国初の大学院専攻として設置された東北大学医学系研究科障害科学専攻の初代専攻長。腎臓リハビリテーションの創設・啓発活動に関して、2018年、ハンス・セリエメダル、2022年、日本腎臓財団「功労賞」を受賞した。父はエンジニア、母は俳人の上月正子（句集『花林檎』、『卒寿』など）、兄は作家・精神科医の上月英樹（『ことばセラピー』、『精神科医がつかっている「ことば」セラピー』、『精神科医がよくつかっている治癒することば』、『精神科医のつきない悩み対応法』など、元筑波大学精神神経科助教授）。

## 人物・略歴
1956年、山形県山形市に、父・英昭、母・正子の次男として生まれた。山形県立山形東高等学校、1981年東北大学医学部卒業。東北大学医学部第二内科、オーストラリア・メルボルン大学医学部内科招聘研究員、東北大学医学部附属病院 助手（第二内科、理学診療科）、講師（理学診療科）を経て、2000年～2022年、東北大学大学院医学系研究科 障害科学専攻 内部障害学分野 教授、東北大学病院 内部障害リハビリテーション科長（併任）、東北大学病院 リハビリテーション部長（併任）、2008年～2015年、東北大学大学院医学系研究科 障害科学専攻長（併任）、2010年～2020年、東北大学大学院 創生応用医学研究センター 先進統合腎臓科学 教授（併任）。2022年より公立大学法人 山形県立保健医療大学理事長・学長。東北大学名誉教授。2024年よりJournal of Clinical Medicine (Clinical Rehabilitation Section)のEditor-in-Chief、2025年より医歯薬出版のCLINICAL REHABILITATIONの編集委員代表。 
放送大学、韓国・ウソン大学、中国・東北師範大学、中国・天津医科大学、中国・秦達国際心血管研究所、中国・南京医科大学、チェコ・マサリク大学の客員教授を歴任。中国・中日友好病院の終身名誉教授。
国際腎臓リハビリテーション学会理事長、日本腎臓リハビリテーション学会理事長、Asian Society of Human Services理事長、日本リハビリテーション医学会副理事長、日本心臓リハビリテーション学会理事、日本リハビリテーション医学教育推進機構理事、日本運動療法学会理事、日本フットケア学会理事、日本フットケア・足病医学会理事、日本遠隔運動療法協会理事、公立大学協会理事、艮陵医学振興会常任理事、東北大学医師会理事・副会長、東北大学医学部学生後援会会長、国立大学病院リハビリテーション部門代表者会議会長、宮城県リハビリテーション協議会会長、等を歴任。リハビリテーション科専門医、総合内科専門医、腎臓専門医、高血圧専門医。
朝日新聞に「健康カルテ：変わるリハビリ」を2001年から約1年半60回にわたって連載した。内科とリハビリテーション科を融合した内部障害リハビリテーション医学・医療を確立した。また、慢性腎臓病に対するリハビリテーションの有効性を基礎・臨床の両面から指摘し、慢性腎臓病の治療を「運動制限から運動療法へ」とコペルニクス的転回を果たし、ハンス・セリエメダル受賞、日本腎臓財団「功労賞」、日本リハビリテーション医学会最優秀論文賞、日本リハビリテーション医学会国際誌最優秀論文賞などを受賞した。

## 著書

### 単著
- （上月正博）『変わるリハビリ』（ヴァン　メディカル、2006年）
- （上月正博）『リハビリ専門医が教える健康な人も病気の人も 幸せと元気をよぶ「らくらく運動」』(晩聲社、2014年)
- （上月正博）『「安静」が危ない！　1日で2歳も老化する！』(さくら舎、2015年)
- （上月正博）『一般内科医のための　そうだったんだ！　リハビリテーション』(文光堂、2016年)
- （上月正博）『名医の身心ことばセラピー』(さくら舎、2017年)
- （上月正博）『ねころんで読める新しいリハビリ』(メディカ出版、2018年)
- （上月正博）『腎臓病は運動でよくなる！』(マキノ出版、2019年)
- （上月正博）『ビジュアル解説　腎臓病は運動で改善する！』(学研プラス、2019年)
- （上月正博）『名言で心と体を整える』(さくら舎、2021年)
- （上月正博）『腎機能 自力で強化! 腎臓の名医が教える最新「1分体操」大全』(文響社、2021年)
- （上月正博）『血管をよみがえらせる 長生き体操 (東北大のリハビリ名医が教る宅トレ)』(マキノ出版、2021年)
- （上月正博）『1つのポーズで徒歩53分の負荷「東北大式」腎機能改善トレーニング』(PHP研究所、2021年)
- （上月正博）『たんぱく質プロテイン　医学部教授が教える最高のとり方大全』(文響社、2021年)
- （上月正博）『国立大学教授・腎臓の名医が教える 運動を頑張らなくても腎機能がみるみる強まる食べ方大全』（文響社、2022年）
- （上月正博）『東北大式！「腎機能改善」レンチンおかず』（PHP研究所、2022年）
- （上月正博）『心臓を長持ちさせる　東北大式　ゆる筋トレ』（マキノ出版、2022年）
- （上月正博）『図解　眠れなくなるほど面白い腎臓の話』（日本文芸社、2022年）
- （上月正博）『腎機能が改善する！　東北大学病院式　腎臓いきいき体操』（永岡書店、2022年）
- （上月正博) 『東北大学病院式　腎機能を自力で強くする食事と運動』（永岡書店、2023年）
- （上月正博) 『上月式　名医が教える腎機能のための食品成分BOOK』　 (日本文芸社、2023年)
- （上月正博) 『腎臓の世界的名医が教える 腎機能が見事に強まる生き方大全』（文響社、2023年）
- （上月正博) 『医師がすすめる自力でできる弱った心臓を元気にする方法』（アスコム、2023年）
- （上月正博) 『図解　眠れなくなるほど面白い腎臓の話 Audible版』（日本文芸社、2023年）
- （上月正博) 『医師がすすめる自力でできる弱った心臓を元気にする方法 Audible版』（アスコム、2024年）
- （上月正博) 『腎機能　自力で強化！　腎臓の名医が教える最新1分体操大全　特大版』（文響社、2024年）
- （上月正博) 『腎臓の世界的名医が教える腎機能が改善するゼロ塩スープ』（アスコム、2024年）
- （上月正博) 『腎臓の名医が教える 腎機能強化ノート』（文響社、2024年）
- （上月正博) 『腎臓の名医が教える　腎機能自力で強まる体操と食事』（徳間書店、2024年）
- （上月正博) 『腎臓を強くして老化を防ぐ！　POWER MOOK 39』（大洋図書、2024年）
- （上月正博) 『国立大学教授・腎臓の世界的名医が教える 運動を頑張らなくても 腎機能がみるみる強まる食べ物大全』（文響社、2024年）

### 共著
- （前田眞治、上月正博、飯山準一）『標準理学療法学・作業療法学専門基礎分野　内科学　第3版』(医学書院2014年)
- （上月正博、酒井博美、角　聖子）『こころとからだが楽になる音楽活用術』(メディカ出版、2019年)
- （前田眞治、上月正博、飯山準一、瀬田　拓）『標準理学療法学・作業療法学専門基礎分野　内科学　第4版』(医学書院2020年)
- （山下武志、天野篤、桑原大志、古川哲史、上月正博　他）『不整脈・心房細動　自分で治す最強事典』（マキノ出版、2023年）
- （奥仲哲弥、杉　薫、上月正博、坂田隆夫、須藤英一）『息切れ・動悸・胸痛　自力で克服！　名医陣が教える　最新1分体操』（文響社、2023年）
- （上月正博、金丸絵里加 ）『腎臓の世界的名医が教える　腎機能が改善するおいしいゼロ塩スープ』（宝島社、2024年）
- （奥仲哲弥、杉　薫、上月正博、坂田隆夫、須藤英一）『息切れ・動悸・胸痛　自力で克服！　名医陣が教える　最新1分体操　特大版』（文響社、2024年）
- （上月正博　他）『B-SES症例・エビデンス集』（日本骨格筋電気刺激研究会、2024年）

### 編著
- （上月正博）『Monthly Book Medical Rehabilitation No.46　在宅脳卒中患者の外来治療』(全日本病院出版社 2004年)
- （上月正博）『Monthly Book Medical Rehabilitation No.82　内部疾患のリハビリテーション‐効果と実際‐』(全日本病院出版社 2007年)
- （江藤文夫、上月正博、植木　純、牧田　茂）『呼吸・循環障害のリハビリテーション』(医歯薬出版 2008年)
- （上月正博）『新編　内部障害のリハビリテーション』(医歯薬出版 2009年)
- （上月正博、高橋哲也）『リハビリ診療トラブルシューティング』(中外医学社 2009年)
- （上月正博）『Monthly Book Medical Rehabilitation No.117　糖尿病のリハビリテーション実践マニュアル』(全日本病院出版社 2010年)
- （上月正博、芳賀信彦、生駒一憲）『リハ医とコメディカルのための最新リハビリテーション医学』(先端医療技術研究所 2010年)
- （上月正博）『リハビリスタッフに求められる薬・運動・栄養の知識』(南江堂 2010年)
- （上月正博）『現場の疑問に答える心臓リハビリ徹底攻略Q&A』(中外医学社 2010年)
- （上月正博、長谷川敬一）『実践すぐに使えるリハビリマスターガイド』(中外医学社 2011年)
- （上月正博）『腎臓リハビリテーション』(医歯薬出版 2012年)
- （上月正博、伊藤　修）『イラストでわかる患者さんのための心臓リハビリ入門』(中外医学社 2012年)
- （上月正博、他）『大規模災害リハビリテーション対応マニュアル』(医歯薬出版 2012年)
- （伊藤利之、江藤文夫、木村彰男、上月正博、仲泊　聡、田内　光、清水康夫）『今日のリハビリテーション指針』(医学書院 2013年)
- （上月正博）『心臓リハビリテーション』(医歯薬出版 2013年)
- （上月正博）『こんなときどうする？リハ臨床現場のモヤモヤ解決！』(医歯薬出版 2014年)
- （上月正博）『重複障害のリハビリテーション』(三輪書店 2015年)
- （安保雅博、上月正博、芳賀信彦）『最新リハビリテーション医学』(医歯薬出版 2016年)
- （上月正博、正門由久、吉永勝訓）『リハビリテーションにおける評価　Ver.3』(医歯薬出版 2016年)
- （上月正博）『よくわかる内部障害の運動療法』(医歯薬出版 2016年)
- （水落和也、大田哲生、上月正博、他）『新版　リハビリテーション医学Q&A―専門医を目指して』(医歯薬出版 2017年)
- （上月正博）『新編　内部障害のリハビリテーション第2版』(医歯薬出版 2017年)
- （上月正博）『実践！腎臓リハビリテーション入門』(医歯薬出版 2018年)
- （上月正博）『腎臓リハビリテーション　第2版』(医歯薬出版 2018年)
- （上月正博）『心臓リハビリテーション　第2版』(医歯薬出版 2019年)
- （上月正博、伊藤　修、原田　卓）『イラストでわかる患者さんのための心臓リハビリ入門　第2版』(中外医学社 2019年)
- （上月正博、長谷川敬一）『実践すぐに使えるリハビリマスターガイド　第2版』(中外医学社 2019年)
- （上月正博）『重複障害のリハビリテーション実践マニュアル』(医歯薬出版 2020年)
- （上月正博）『イラストでわかる患者さんのための呼吸リハビリ入門』(中外医学社 2021年)
- （上月正博）『心臓リハビリテーショングリーンノート』(中外医学社 2021年)
- （上月正博）『あなたも名医! 日常診療に取り入れよう! 継続できる 内科疾患のリハビリ・運動療法』(日本医事新報社 2022年)
- （久保俊一、海老原覚、上月正博、牧田茂、伊藤修、角田亘）『内部障害のリハビリテーション医学・医療テキスト』（医学書院 2022年）
- （上月正博 ）『特集　運動療法・食事療法のエッセンス治療』(CHIRYO) 2023年5月号　 (南山堂 2023年)
- （上月正博）『特集　糖尿病のリハビリテーション医療：合併症対策と最新治療』 Jpn J Rehabil Med 2022:59;1185-1294.（三輪書店、2022年）
- （上月正博）『MB Medical Rehabilitation脳心血管病　予防と治療戦略』 (全日本病院出版会、2023年)
- （上月正博、上月正博教授退職記念誌作成委員会）『上月正博教授退職記念誌 』（上月正博教授退職記念誌作成委員会、2023年）
- （上月正博 (監修), 志賀 清人 (編集), 大塚 裕一 (編集), 福岡 達之 (編集)）『言語聴覚士国家試験マスター・ノート 』（メジカルビュー社、2023年）
- （上月正博 監修）『腎臓にいいこと超大全』（宝島社、2024年）
- （Masahiro Kohzuki)　『Recent Progress in Rehabilitation Medicine』 Journal of Clinical Medicine (Special Issue)　（MDPI 2024年）  ISBN 978-3-7258-0849-6 (Hardback) ISBN 978-3-7258-0850-2 (PDF), 2024.
- （内山葉子、大竹真一郎、岡田正彦、上月正博、長尾和宏、宮澤賢史 監修）『医者が教えるクスリとサプリメントの危ない飲み方、選び方（TJ MOOK)』（宝島社、2024年）
- （上月正博）『特集　大きく変貌したリハビリテーション医療－超高齢・重複障害に対する医療の切り札』診断と治療 2024年6月号（診断と治療社、2024年）
- （上月正博）『腎臓リハビリテーション　理論と実際』臨床透析 2024年6月増刊号（日本メディカルセンター、2024年）
- （上月正博）『特集　重複障害リハビリテーションの進歩－心臓・腎臓の重複障害を中心に』臨床リハ33巻8号（医歯薬出版、2024年）
- （上月正博、伊藤　修、原田　卓）『イラストでわかる患者さんのための心臓リハビリ入門第3版』（中外医学社、2024年）
- （上月正博　総編集, 海老原覚、伊藤　修,編集）『新編内部障害のリハビリテーション第3版』（医歯薬出版、2025年）
- （上月正博）『身体不活動症候群　Physical Inactivity Syndrome』（金芳堂、2025年）

### メディア
- NHKテレビ： 『きょうの健康』、『ガッテン』、『ためしてガッテン』、『名医にQ』、『あさイチ』　など
- CBCテレビ（TBSテレビ）：『健康カプセル！ゲンキの時間』
- テレビ東京：『主治医がみつかる診療所』
- テレビ朝日：『大下容子のワイド！スクランブル』
- ミヤギテレビ：『OH！バンデス』
- 読売新聞
- 朝日新聞
- 日本経済新聞
- 毎日新聞
- 河北新報
- 共同通信
- 山形新聞
- NHKラジオ
- FMヨコハマ：『IMARUでぃぐらじ』
- J-WAVE :『TOKYO MORNING RADIO』
- Date fm エフエム仙台
- tbcラジオ：『それいけミミゾー』
- fm山形:『YAMAGATA WAVE RIDER』
- FM軽井沢：『軽井沢大学』
- 週刊朝日
- 週刊文春
- 週刊現代
- 週刊新潮
- 週刊ポスト
- 女性自身
- 女性セブン
- 週刊女性
- 日刊ゲンダイ
- 夕刊フジ
- AERA
- PHP　Business The 21
- PHP　からだスマイル
- 日経Gooday
- 壮快
- 安心
- 健康365
- わかさ
- ハルメク　など